# David Watts (baron Watts)
Pour les articles homonymes, voir David Watts et Watts (homonymie).
David Leonard Watts, baron Watts (né le 26 août 1951) est un homme politique du parti travailliste britannique qui est député de St Helens North de 1997 à 2015 et président du groupe parlementaire travailliste entre 2012 et 2015. Il est pair à vie depuis 2015.

## Biographie
Watts fait ses études à l'école primaire de Malvern et à l'école moderne secondaire Huyton Hey, à Huyton. Il est chef du conseil municipal de la ville de St Helens pendant quatre ans. Il est responsable syndical à l'usine de biscuits Huntley &amp; Palmers à Huyton.
Watts est whip du gouvernement et lord commissaire du Trésor de 2008 à 2010. Le 15 mars 2012, il est élu pour succéder à Tony Lloyd à la présidence du groupe parlementaire, rôle qu'il occupe jusqu'à sa démission pour être remplacé par John Cryer le 9 février 2015. Il ne se représente pas aux élections générales de 2015.
Le 23 octobre 2015, il est créé baron Watts, de Ravenhead dans le comté de Merseyside et devient membre de la Chambre des lords où il est reçu le 3 décembre 2015, siégeant sur les bancs travaillistes.
Il épouse Avril Davies en 1972. Ils ont deux fils.